# Fregat
Il Fregat (russo: Фрегат, fregata) è uno stadio superiore per vettori spaziali sviluppato dalla NPO Lavochkin negli anni novanta. Il Fregat è diventato operativo nel febbraio 2000. Il suo motore a propellente liquido utilizza UDMH e N2O4. Esistono due versioni del Fregat: la versione base, utilizzata nei lanciatori Sojuz e la versione con serbatoio sganciabile, denominata Fregat-SB e utilizzata nei lanciatori Zenit. Il tasso di successo di Fregat è del 97,8% (con 2 fallimenti in 93 lanci), il che lo rende uno degli stadi superiori più affidabili al mondo. Fregat ha consegnato con successo più di 300 carichi utili in orbite diverse. Rimane l'unico stadio superiore al mondo in grado di posizionare il suo carico utile in 3 o più orbite diverse in un unico lancio.

## Storia
Lo stadio Fregat è stato sviluppato dal sistema di propulsione delle sonde spaziali Phobos e Mars 96. Lo sviluppo dello stadio iniziò nel 1993, ma incontrò problemi di finanziamento. La creazione della società Starsem, responsabile della commercializzazione del lanciatore Soyuz e della firma del contratto per il lancio dei 4 satelliti Cluster dell'Agenzia spaziale europea, ha permesso di accelerare lo sviluppo dello stadio Fregat, che sarà in seguito proposto come quarto stadio del lanciatore Sojuz.
Il primo lancio dello stadio Fregat ebbe luogo l'8 febbraio 2000 con un Sojuz-U. Dopo un secondo volo di prova, il veicolo di lancio Sojuz-U/Fregat lanciò con successo i quattro satelliti scientifici Cluster, che erano stati ricostruiti in seguito al fallimento del volo inaugurale dell'Ariane 5 del 4 giugno 1996. Oggi, lo stadio Fregat è offerto su diverse versioni del lanciatore Sojuz (Sojuz-U, Sojuz FG e dal 2006 sul Sojuz 2) per mettere in orbita satelliti commerciali e sonde spaziali. 
Per consentire il trasporto di carichi più pesanti è stata sviluppata una versione comprendente un serbatoio toroidale usa e getta aggiuntivo, battezzata Fregat-SB, che viene impiegata sul lanciatore Zenit. Il primo lancio con questa versione è avvenuto il 20 gennaio 2011: è stata utilizzata da un lanciatore Zenit per mettere in orbita il satellite meteorologico russo Elektro-L.

## Caratteristiche
La versione base del Fregat è alta 1,5 m con un diametro di 3,35 m e pesa 5.350 Kg, mentre la versione Fregat-SB è alta 2,3 m con un diametro di 3,44 m e pesa 11.600 kg, compreso il serbatoio sganciabile. Il Fregat è progettato per inserire grandi carichi utili in un'orbita geosincrona bassa, media o alta. Il Fregat può essere inoltre utilizzato come stadio di fuga per inviare sonde spaziali  in traiettorie interplanetarie ed è stato impiegato per i lanci di Mars Express nel 2003 e Venus Express nel 2005. Il motore del Fregat può essere riavviato fino a 7 volte in volo, consentendogli di svolgere profili di missione complessi. Gli stadi Fregat sono attualmente utilizzati come quarto stadio di alcune versioni del lanciatore Sojuz.